# Staverton (Devon)
Staverton – wieś i civil parish w Anglii, w hrabstwie Devon, w dystrykcie South Hams. Leży 31 km na południe od miasta Exeter i 276 km na południowy zachód od Londynu. W 2011 roku civil parish liczyła 805 mieszkańców. Staverton jest wspomniana w Domesday Book (1086) jako Sovretone/Stovretona.